# Morti nel 2019/Luglio
| Questa pagina contiene informazioni ricavate automaticamente dalle voci biografiche con l'ausilio del template Bio e di un bot. L'aggiornamento è periodico e automatico e ricostruisce completamente la pagina. Se manca una persona in questa lista, sei pregato di non aggiungerla, ma accertati piuttosto che la sua voce biografica contenga il template Bio e che i dati anagrafici siano correttamente compilati. Se il template Bio manca, inseriscilo tu stesso o, in alternativa, metti l'avviso {{tmp\|Bio}} che ne segnala la mancanza. Se i dati riportati sono sbagliati, correggi direttamente la voce biografica; le modifiche saranno visibili in questa lista entro pochi giorni. Per chiarimenti vedi il progetto biografie. La lista contiene solo le 195 persone che sono citate nell'enciclopedia e per le quali è stato implementato correttamente il template Bio. Pagina aggiornata al 2 ago 2025. |

- 1º luglio - Renato Dehò, calciatore italiano (n. 1946)
- 1º luglio - Norman Geisler, filosofo e teologo statunitense (n. 1932)
- 1º luglio - Osvalda Giardi, altista e multiplista italiana (n. 1932)
- 1º luglio - Ennio Guarnieri, direttore della fotografia italiano (n. 1930)
- 1º luglio - Sid Ramin, compositore statunitense (n. 1919)
- 1º luglio - Ravilja Salimova, cestista sovietica (n. 1941)
- 1º luglio - Ulrike Stanggassinger, sciatrice alpina tedesca (n. 1968)
- 2 luglio - Michael Colgrass, musicista, compositore e docente canadese (n. 1932)
- 2 luglio - Pat Crawford Brown, attrice statunitense (n. 1929)
- 2 luglio - Ion Geantă, canoista rumeno (n. 1959)
- 2 luglio - Lee Iacocca, manager statunitense (n. 1924)
- 2 luglio - José Luis Merino, regista e sceneggiatore spagnolo (n. 1927)
- 2 luglio - Francesco Pontone, politico e avvocato italiano (n. 1927)
- 2 luglio - Bruce Wallrodt, atleta paralimpico australiano (n. 1951)
- 3 luglio - Perro Aguayo, wrestler messicano (n. 1946)
- 3 luglio - Koldo Aguirre, allenatore di calcio e calciatore spagnolo (n. 1939)
- 3 luglio - Christopher Booker, giornalista e scrittore britannico (n. 1937)
- 3 luglio - Bernard Cagnac, fisico francese (n. 1931)
- 3 luglio - Julia Farron, ballerina britannica (n. 1922)
- 3 luglio - Maria Grazia Grassini, attrice italiana (n. 1937)
- 3 luglio - Mitsuo Itō, pilota motociclistico giapponese (n. 1937)
- 3 luglio - Arte Johnson, attore statunitense (n. 1929)
- 3 luglio - Giorgio Nebbia, ambientalista, politico e chimico italiano (n. 1926)
- 3 luglio - Thomas Shardelow, pistard sudafricano (n. 1931)
- 3 luglio - Vasco Tagliavini, calciatore, allenatore di calcio e allenatore di calcio a 5 italiano (n. 1937)
- 4 luglio - Eduardo Fajardo, attore e doppiatore spagnolo (n. 1924)
- 4 luglio - Arturo Fernández Rodríguez, attore spagnolo (n. 1929)
- 4 luglio - Leon Kossoff, pittore britannico (n. 1926)
- 4 luglio - Pierre Lhomme, direttore della fotografia francese (n. 1930)
- 4 luglio - Eva Mozes Kor, saggista rumena (n. 1934)
- 4 luglio - Angelo Volpato, calciatore e allenatore di calcio italiano (n. 1943)
- 5 luglio - Stefano Agosti, critico letterario italiano (n. 1930)
- 5 luglio - Milton da Cunha Mendonça, calciatore brasiliano (n. 1956)
- 5 luglio - Ugo Gregoretti, regista, attore e sceneggiatore italiano (n. 1930)
- 5 luglio - Mokhtar Kechamli, calciatore algerino (n. 1962)
- 5 luglio - Lewis Lloyd, cestista statunitense (n. 1959)
- 5 luglio - Ray Martino, cantante e attore italiano (n. 1928)
- 5 luglio - Paolo Vinaccia, batterista italiano (n. 1954)
- 6 luglio - Cameron Boyce, attore, modello e ballerino statunitense (n. 1999)
- 6 luglio - Martin Charnin, regista e paroliere statunitense (n. 1934)
- 6 luglio - Mario Di Toro, ciclista su strada e dirigente sportivo italiano (n. 1943)
- 6 luglio - João Gilberto, cantante e chitarrista brasiliano (n. 1931)
- 6 luglio - Charlie Hardnett, cestista statunitense (n. 1938)
- 6 luglio - Sergio Jacobini, tennista italiano (n. 1935)
- 6 luglio - Parviz Jalayer, sollevatore iraniano (n. 1939)
- 6 luglio - Eddie Jones, attore statunitense (n. 1934)
- 6 luglio - Francesco Lamanna, politico italiano (n. 1946)
- 6 luglio - Lilia Landi, attrice italiana (n. 1929)
- 6 luglio - Percy Sipho Mngometulu, diplomatico swazilandese
- 6 luglio - Giorgio Picchianti, attore italiano
- 6 luglio - Sergio Saleri, dirigente sportivo italiano (n. 1929)
- 6 luglio - Lucio Soravito De Franceschi, vescovo cattolico italiano (n. 1939)
- 7 luglio - Thomas Alured Faunce, giurista e medico australiano (n. 1958)
- 7 luglio - Ora Namir, politica e diplomatica israeliana (n. 1930)
- 7 luglio - Ramón Héctor Ponce, calciatore argentino (n. 1948)
- 7 luglio - Vlassis Rassias, attivista, editore e scrittore greco (n. 1959)
- 8 luglio - Richard Connor, tuffatore statunitense (n. 1934)
- 8 luglio - Vladimir Zlatoustovskij, regista sovietico (n. 1939)
- 9 luglio - Domenico Bova, politico italiano (n. 1946)
- 9 luglio - Fernando de la Rúa, avvocato, docente e politico argentino (n. 1937)
- 9 luglio - Freddie Jones, attore britannico (n. 1927)
- 9 luglio - Johnny Kitagawa, imprenditore giapponese (n. 1931)
- 9 luglio - Ross Perot, imprenditore e politico statunitense (n. 1930)
- 9 luglio - Aaron Rosand, violinista e insegnante statunitense (n. 1927)
- 9 luglio - Rip Torn, attore e regista statunitense (n. 1931)
- 10 luglio - Tut Bartzen, tennista statunitense (n. 1927)
- 10 luglio - Valentina Cortese, attrice italiana (n. 1923)
- 10 luglio - Walt Michaels, allenatore di football americano e giocatore di football americano statunitense (n. 1929)
- 10 luglio - Denise Nickerson, attrice statunitense (n. 1957)
- 10 luglio - Nino Randazzo, politico italiano (n. 1932)
- 10 luglio - James Small, rugbista a 15 sudafricano (n. 1969)
- 11 luglio - Werner Buchholz, ingegnere tedesco (n. 1922)
- 11 luglio - Arto Nilsson, pugile finlandese (n. 1948)
- 12 luglio - Fernando J. Corbató, informatico statunitense (n. 1926)
- 12 luglio - Abdul Hamid, hockeista su prato pakistano (n. 1927)
- 12 luglio - Hodan Nalayeh, imprenditrice, giornalista e attivista somala (n. 1976)
- 12 luglio - Claudio Naranjo, psichiatra, psicoterapeuta e antropologo cileno (n. 1932)
- 12 luglio - Giuseppe Recagno, calciatore e allenatore di calcio italiano (n. 1937)
- 13 luglio - Richard Carter, attore e comico australiano (n. 1953)
- 13 luglio - Augusto Fantozzi, politico italiano (n. 1940)
- 13 luglio - Marcel Paterni, sollevatore francese (n. 1936)
- 13 luglio - Renato Sandri, politico, partigiano e saggista italiano (n. 1926)
- 13 luglio - Paolo Sardi, cardinale e arcivescovo cattolico italiano (n. 1934)
- 13 luglio - Stephen Verona, regista e sceneggiatore statunitense (n. 1940)
- 14 luglio - Hossain Mohammad Ershad, generale e politico bangladese (n. 1930)
- 14 luglio - Charlee Jacob, scrittrice statunitense (n. 1952)
- 14 luglio - Nereo Laroni, politico italiano (n. 1942)
- 14 luglio - Pernell Whitaker, pugile statunitense (n. 1964)
- 15 luglio - Ousmane Tanor Dieng, politico senegalese (n. 1947)
- 15 luglio - Barbara Valmorin, attrice italiana (n. 1939)
- 15 luglio - Nagashibay Zhusupov, sovietico (n. 1958)
- 16 luglio - Rosa María Britton, scrittrice e medico panamense (n. 1936)
- 16 luglio - Johnny Clegg, musicista, ballerino e antropologo sudafricano (n. 1953)
- 16 luglio - Barry Coe, attore statunitense (n. 1934)
- 16 luglio - Pat Kelly, cantante giamaicano (n. 1949)
- 16 luglio - John Paul Stevens, giurista statunitense (n. 1920)
- 17 luglio - Palma Calderoni, cantante italiana (n. 1946)
- 17 luglio - Andrea Camilleri, scrittore, sceneggiatore e regista italiano (n. 1925)
- 17 luglio - Warren Cole, canottiere neozelandese (n. 1940)
- 17 luglio - Nikola Hajdin, ingegnere serbo (n. 1923)
- 17 luglio - Giuseppe Merlo, tennista italiano (n. 1927)
- 17 luglio - Robert Waseige, allenatore di calcio e calciatore belga (n. 1939)
- 18 luglio - Yukiya Amano, diplomatico giapponese (n. 1947)
- 18 luglio - Cvjatko Barčovski, cestista e allenatore di pallacanestro bulgaro (n. 1934)
- 18 luglio - Luciano De Crescenzo, filosofo, scrittore e regista italiano (n. 1928)
- 18 luglio - David Hedison, attore statunitense (n. 1927)
- 18 luglio - Detlef Thorith, discobolo tedesco (n. 1942)
- 19 luglio - Inger Berggren, cantante e attrice svedese (n. 1934)
- 19 luglio - John Adel Elya, vescovo cattolico libanese (n. 1928)
- 19 luglio - Fatmir Frashëri, calciatore e allenatore di calcio albanese (n. 1939)
- 19 luglio - Rutger Hauer, attore e attivista olandese (n. 1944)
- 19 luglio - Ágnes Heller, filosofa e saggista ungherese (n. 1929)
- 19 luglio - Jeremy Kemp, attore britannico (n. 1935)
- 19 luglio - Marisa Merz, artista italiana (n. 1926)
- 19 luglio - César Pelli, architetto argentino (n. 1926)
- 19 luglio - Mitch Petrus, giocatore di football americano statunitense (n. 1987)
- 19 luglio - Mattia Torre, sceneggiatore, commediografo e regista italiano (n. 1972)
- 19 luglio - Yao Lee, cantante cinese (n. 1922)
- 20 luglio - Francesco Saverio Borrelli, magistrato italiano (n. 1930)
- 20 luglio - Antonino Cuffaro, politico italiano (n. 1932)
- 20 luglio - Sheila Dikshit, politica indiana (n. 1938)
- 20 luglio - Roberto Fernández Retamar, scrittore cubano (n. 1930)
- 20 luglio - Giambattista Moschino, calciatore e allenatore di calcio italiano (n. 1939)
- 20 luglio - Ilaria Occhini, attrice italiana (n. 1934)
- 20 luglio - Eugen Ravnić, calciatore jugoslavo (n. 1933)
- 20 luglio - Giovanni Semeraro, imprenditore e dirigente sportivo italiano (n. 1937)
- 20 luglio - Carlotta Solerio, sciatrice alpina italiana (n. 1940)
- 20 luglio - Carlo Augusto Viano, filosofo e storico della filosofia italiano (n. 1929)
- 21 luglio - Filippo Dobrilla, scultore, fotografo e speleologo italiano (n. 1968)
- 21 luglio - José Manuel Estepa Llaurens, cardinale e arcivescovo cattolico spagnolo (n. 1926)
- 21 luglio - Yelena Grigoryeva, attivista russa
- 21 luglio - Paul Krassner, scrittore statunitense (n. 1932)
- 21 luglio - Ben Johnston, compositore statunitense (n. 1926)
- 21 luglio - Peter McNamara, tennista e allenatore di tennis australiano (n. 1955)
- 22 luglio - Christopher Kraft, ingegnere statunitense (n. 1924)
- 22 luglio - Brigitte Kronauer, scrittrice tedesca (n. 1940)
- 22 luglio - Juan Rodolfo Laise, vescovo cattolico argentino (n. 1926)
- 22 luglio - Li Peng, politico cinese (n. 1928)
- 22 luglio - Nikos Mīlas, cestista e allenatore di pallacanestro greco (n. 1928)
- 22 luglio - Giuliana Morandini, scrittrice, saggista e critica letteraria italiana (n. 1934)
- 22 luglio - Wayne See, cestista statunitense (n. 1923)
- 22 luglio - Godfried Toussaint, informatico e matematico canadese (n. 1944)
- 22 luglio - Neil Turner, cestista statunitense (n. 1928)
- 22 luglio - Luciano Vandelli, giurista italiano (n. 1946)
- 23 luglio - Maksim Dadašev, pugile russo (n. 1990)
- 23 luglio - Carlo Federico Grosso, avvocato e giurista italiano (n. 1937)
- 23 luglio - Gabe Khouth, attore televisivo e doppiatore canadese (n. 1972)
- 24 luglio - Giuseppe Averardi, giornalista e politico italiano (n. 1928)
- 24 luglio - Ingrid Boyeldieu, calciatrice francese (n. 1977)
- 24 luglio - Sammy Chapman, calciatore nordirlandese (n. 1938)
- 24 luglio - Sergio Di Giulio, attore, doppiatore e direttore del doppiaggio italiano (n. 1945)
- 24 luglio - Georg von Hohenberg, duca austriaco (n. 1929)
- 24 luglio - Gian Pietro Rossi, politico e imprenditore italiano (n. 1927)
- 25 luglio - Giorgio Arlorio, sceneggiatore e autore televisivo italiano (n. 1929)
- 25 luglio - Anner Bijlsma, violoncellista olandese (n. 1934)
- 25 luglio - Germano De Cinque, politico italiano (n. 1935)
- 25 luglio - Beji Caid Essebsi, politico e avvocato tunisino (n. 1926)
- 25 luglio - Jesper Juul, psicoterapeuta danese (n. 1948)
- 25 luglio - Jorma Kinnunen, giavellottista finlandese (n. 1941)
- 25 luglio - Mark Owen Lee, latinista, musicologo e saggista statunitense (n. 1930)
- 26 luglio - Mario Cerciello Rega, militare italiano (n. 1984)
- 26 luglio - Ferdinand Milučký, architetto slovacco (n. 1929)
- 26 luglio - Jaime Lucas Ortega y Alamino, cardinale e arcivescovo cattolico cubano (n. 1936)
- 26 luglio - Russi Taylor, doppiatrice statunitense (n. 1944)
- 27 luglio - Dianne Foster, attrice canadese (n. 1928)
- 27 luglio - Humphrey Mijnals, calciatore surinamese (n. 1930)
- 27 luglio - Luciano Paolicchi, politico italiano (n. 1925)
- 27 luglio - Jesué Pinharanda Gomes, filosofo e storico portoghese (n. 1939)
- 27 luglio - Cesare Rizzi, politico italiano (n. 1940)
- 27 luglio - Robert Schrieffer, fisico statunitense (n. 1931)
- 27 luglio - Roman Virastjuk, pesista ucraino (n. 1968)
- 28 luglio - Paolo Ciclitira, calciatore italiano (n. 1941)
- 28 luglio - Walter Fiers, biologo belga (n. 1931)
- 28 luglio - George Hilton, attore uruguaiano (n. 1934)
- 28 luglio - Howard Nathan, cestista statunitense (n. 1972)
- 28 luglio - Bartolo Pellegrino, politico italiano (n. 1934)
- 28 luglio - Bandar bin Abd al-Aziz Al Sa'ud, principe e imprenditore saudita
- 29 luglio - Brian Carter, calciatore inglese (n. 1938)
- 29 luglio - Christian Gaty, fumettista e illustratore francese (n. 1925)
- 29 luglio - Egil Danielsen, politico e giavellottista norvegese (n. 1933)
- 29 luglio - Daniele Fagarazzi, fumettista italiano (n. 1944)
- 29 luglio - Paolo Giaccio, giornalista, autore televisivo e produttore televisivo italiano (n. 1950)
- 29 luglio - Mona-Liisa Malvalehto, fondista finlandese (n. 1983)
- 29 luglio - Vasil Metodiev, allenatore di calcio e calciatore bulgaro (n. 1935)
- 29 luglio - Werner von Moltke, multiplista tedesco (n. 1936)
- 29 luglio - Archie Roboostoff, calciatore statunitense (n. 1951)
- 30 luglio - Nick Buoniconti, giocatore di football americano statunitense (n. 1940)
- 30 luglio - Steinar Johannessen, calciatore norvegese (n. 1936)
- 30 luglio - Giancarlo Morresi, pentatleta italiano (n. 1944)
- 30 luglio - Cristiano Toraldo di Francia, architetto italiano (n. 1941)
- 31 luglio - Julio Andrade, cestista panamense
- 31 luglio - Raffaele Pisu, attore, comico e conduttore radiofonico italiano (n. 1925)
- 31 luglio - Harold Prince, produttore teatrale e regista teatrale statunitense (n. 1928)
- 31 luglio - Jean-Luc Thérier, pilota di rally francese (n. 1945)
- 31 luglio - Guido Vandone, calciatore italiano (n. 1930)